# 梅利托波爾車站
梅利托波爾（羅馬化：Melitopol）是位於烏克蘭札波羅結州梅利托波爾的一座鐵路車站，啟用於1874年。現有的車站完工於1955年。